# Transporte sólido
Se denomina transporte sólido al desplazamiento de materiales sólidos realizado por un flujo de agua, como un río, arroyo, torrente o corrientes marinas. El material transportado se denomina carga.
Por medio de un flujo hídrico de un curso de agua superficial el material sólido es transportado hasta un lago o hasta el mar, o bien se va depositando progresivamente a lo largo de su recorrido, en el mismo álveo, o en caso de inundaciones, en las llanuras de inundación, o llanuras aluviales.
El origen del material sólido transportado por un flujo de agua puede ser natural, cuando proviene de la erosión de la superficie del terreno, de la erosión del cauce principal y sus tributarios y de deslizamientos naturales del terreno. El origen de los materiales es artificial, o andrógeno, cuando proviene de la destrucción de la vegetación, de sitios de construcción (vías de comunicación, ciudades), de explotación de minas, o de desechos urbanos e industriales.
La cuantificación del transporte sólido es muy importante en estudios de obras de ingeniería, como el diseño de vías de navegación interna, en localización de tomas para sistemas de agua potable o de riego, en el diseño de diques o puentes y, al mismo tiempo, es una operación muy difícil de realizar. El costo de las mediciones del transporte sólido es alto, sobre todo en pequeñas cuencas de montaña, y requiere además un estudio prolongado en el tiempo dada su extrema variabilidad.

## Modalidad del transporte

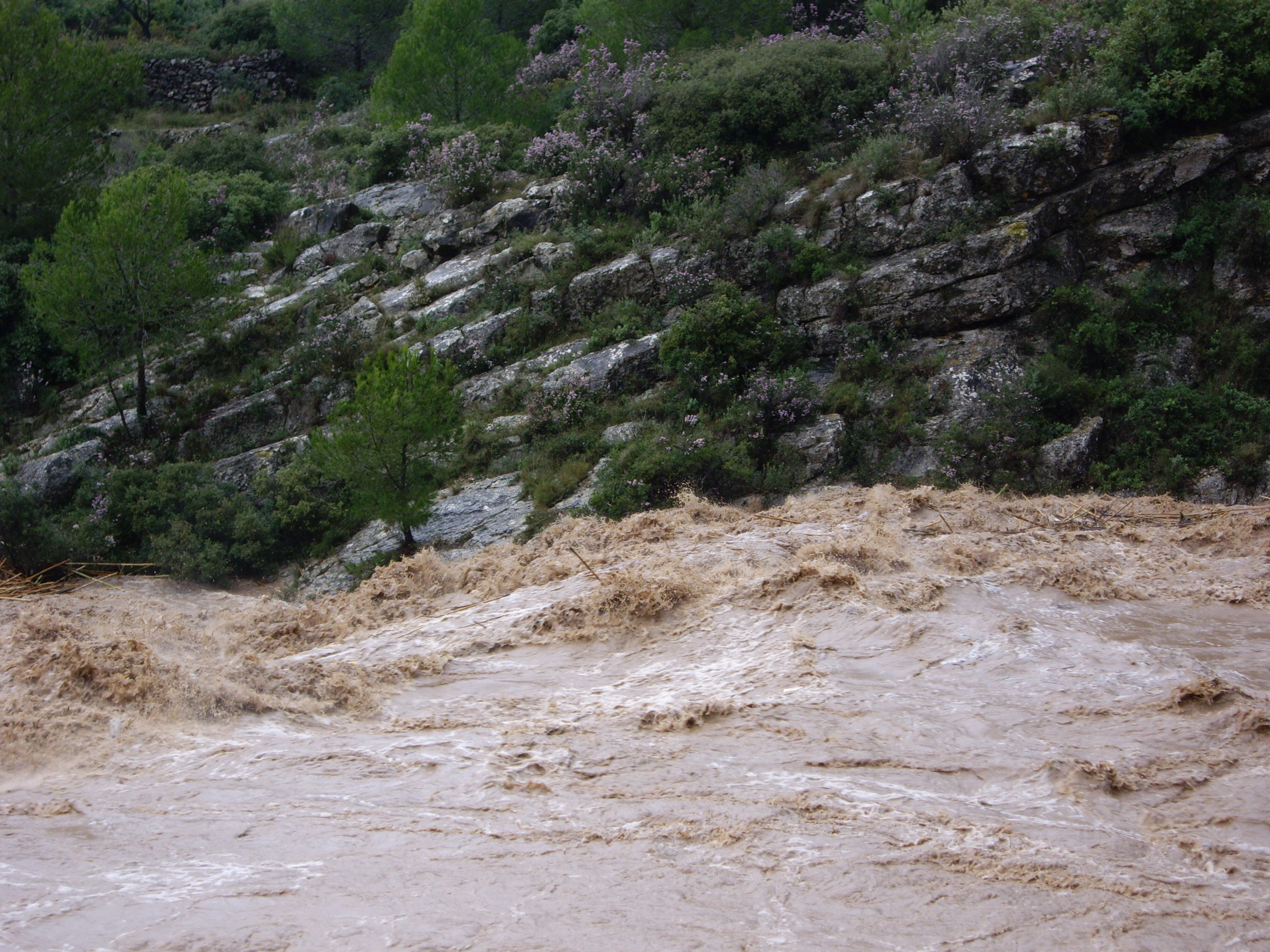
Transporte de aguas turbias como consecuencia de fuertes lluvias

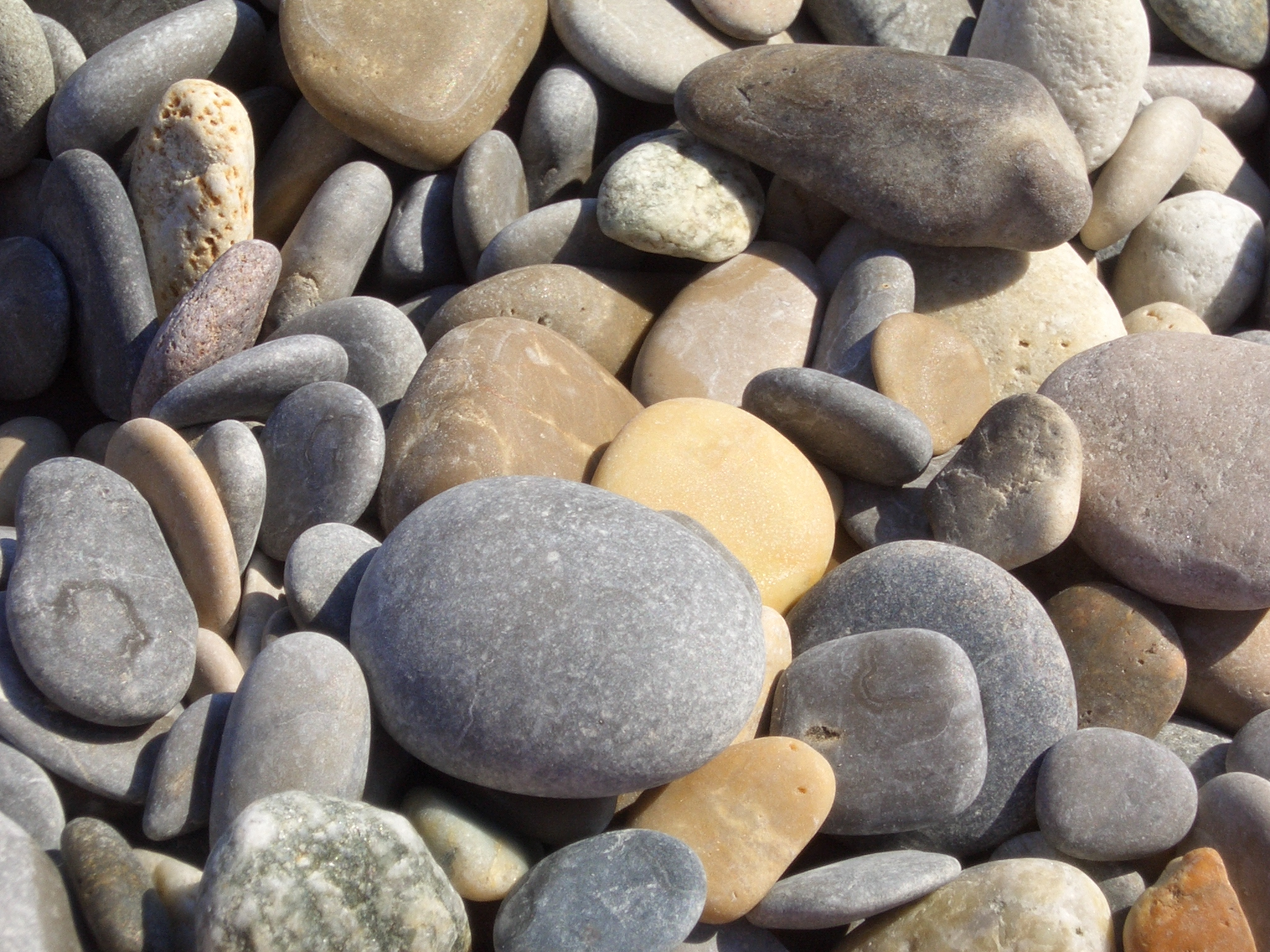
Cantos rodados

Se pueden distinguir cinco tipos de transporte sólido:
- Por flotación: es el transporte de material sólido con una densidad media menor a la densidad del agua, por ejemplo troncos, hojas o bloques de hielo.
- En suspensión: se trata del transporte de material granular particularmente fino, como por ejemplo limos, arcillas o arenas finas. La capacidad de un flujo de transportar materiales en suspensión depende, además del tamaño de las partículas, de la velocidad de la corriente de agua. Todo el material en suspensión es lo que conforma la turbidez del agua. Este material se deposita en la medida en que disminuye la energía cinética del agua.

El transporte total en suspensión se define como el volumen de sólidos por unidad de tiempo que cruza una sección transversal del cauce y cuyo peso es soportado por las fuerzas que el fluido ejerce sobre él. La importancia de este modo de transporte radica en que, cuantitativamente, el volumen total transportado en suspensión generalmente es mucho mayor que el transporte de fondo.
Transporte de lavado. La parte del material en suspensión que proviene de la erosión de los suelos es llamado, por algunos autores, transporte o carga de lavado, y está formado por el material transportado en suspensión de tamaño más fino que la mayor parte del material del fondo del cauce. Esta carga se mantiene en suspensión sin intervenir en los procesos de agradación y degradación del río. Sólo en zonas de velocidades muy bajas este material puede decantarse, como por ejemplo, en los embalses.
El origen del material de lavado se encuentra principalmente en la erosión del suelo de la cuenca por la escorrentía de la lluvia y, en ocasiones, puede provenir de la erosión de las márgenes u orillas del río.
Generalmente la corriente de un río puede conducir volúmenes muy grandes de carga de lavado, ya que está compuesto por partículas bastante finas, donde su velocidad de asentamiento es inferior a las fuerzas ascendentes turbulentas, las cuales permiten en condiciones normales de un cauce viajar en suspensión, incluso en las condiciones mínimas de velocidad de un río. Por esto, el volumen transportado depende fundamentalmente de la tasa de abastecimiento o erosión de la cuenca y de las condiciones geológicas e hidroclimatológicas de la zona y no del caudal líquido.
En caso de que no se conozca la granulometría de fondo algunos investigadores consideran como carga de lavado aquellas partículas transportadas en suspensión y menores a 0.0625 mm.
Otros autores consideran un diámetro máximo de 0.050 mm como material de lavado.
Dado que el transporte de lavado no depende de las características hidráulicas de la corriente, su determinación debe hacerse por medición directa en los ríos.
- Por saltación: este tipo de transporte se da para arenas gruesas y guijarros de pequeñas dimensiones. Es característica de lechos fluviales de alta rugosidad que trae consigo una mayor turbulencia del cauce. En este caso el material sólido alterna breves periodos de transporte rodando en el fondo con breves saltos en suspensión. Los tiempos en que el material puede mantenerse en suspensión son función de la velocidad del agua y de la presencia de remolinos. En situaciones de avenidas importantes, bancos de arena y grava enteros pueden cambiar de lugar en un período relativamente corto, pocos días.

- Por arrastre de fondo: este tipo de movimiento se da en guijarros y cantos rodados de dimensiones considerables. Durante los períodos en que el material permanece inmóvil, períodos de aguas bajas y medias, el continuo bombardeo de estas piezas, momentáneamente inmóviles, desgasta sus aristas y le da la forma característica de los cantos rodados.

- Para tener un cuadro completo del fenómeno de transporte de material por una corriente de agua debe, sin embargo, considerarse también el transporte en forma de disolución (o químico), que involucra las sales minerales disueltas en el agua. Se trata de minerales solubles en el agua de lluvia, extraídos de las rocas, y trasportados disueltos por los cursos de agua. En algunos casos particulares, como por ejemplo en los salares, este componente del transporte sólido es el predominante.

El caudal sólido mide, por unidad de tiempo, la cantidad de material sólido transportado por la corriente, en una sección determinada.  Cada tipo de transporte sólido tiene su propio procedimiento para ser medido.

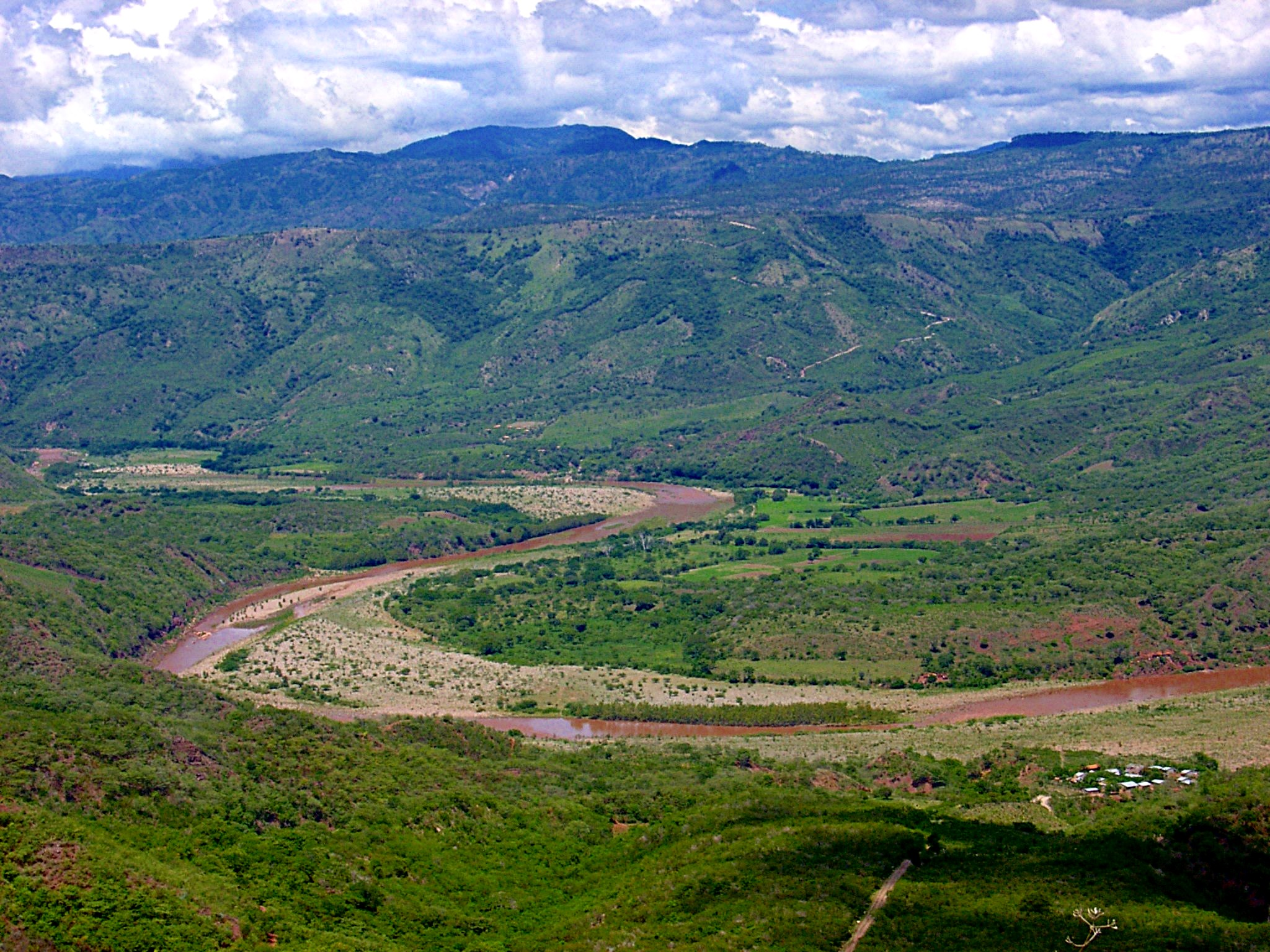
Depósito de materiales sólidos transportados durante los periodos de aguas altas

## Transporte y sedimentación
En función de la pendiente del curso de agua, de su caudal, y por lo tanto de la velocidad del flujo de agua, el fenómeno del depósito de materiales sólidos involucra materiales de granulometría cada vez más fina, en la medida en que disminuyen los factores mencionados. Al aumentar la fuerza tractiva de la corriente aumenta también la parte del transporte sólido que permanece en suspensión y la que se mueve en el fondo del lecho.
Un efecto visible de este fenómeno es la variación de la granulometría del material depositado en el fondo del curso de agua. El lecho de los torrentes está compuesto de piedras y cantos rodados de dimensiones importantes, elementos estos que la fuerza de la corriente no puede mover, mientras que los materiales más finos han sido transportados aguas abajo.
Al disminuir la velocidad de la corriente disminuye también la granulometría del material depositado, hasta alcanzar, en la proximidad de la desembocadura en el mar o en un lago, la de la arena y de los limos. El fondo de los lagos y lagunas, a causa de la irrelevancia del transporte sólido, puede estar formado por depósitos de arcilla.
El proceso de transporte sólido, así como el proceso complementario de la sedimentación no son constantes en el tiempo sino que varían al modificarse el caudal del curso de agua. En los períodos de aguas altas y durante las avenidas se pueden producir una remodelación general del cauce del curso de agua, pudiéndose producir una remoción de sedimentos ya depositados y el traslado más rápido de los mismos aguas abajo.

## Medición del transporte sólido
El transporte sólido de un curso de agua, al tener características tan variadas, exige también una gama variada de procedimientos para su determinación, involucrando instrumentos específicos para cada caso. A continuación se describen algunos de estos dispositivos y procedimientos.

### Determinación del transporte sólido en suspensión
El material sólido en suspensión en una corriente, ya sea que provenga de un proceso de saltación, o que sea transportado en suspensión durante un recorrido mayor, es muy influenciado por la velocidad y la turbulencia del medio que lo transporta. Por ese motivo el dispositivo destinado a capturar la muestra a ser analizada debe alterar lo menos posible el punto donde la muestra es tomada. Algunos de estos dispositivos son: la llamada botella Delft; el muestreador US BM 54, o el USP-61.
Existen dos procedimientos para efectuar estas medidas de transporte sólido, aplicables según la finalidad específica para la cual se efectúa la medición:
La primera es una medición instantánea. En este caso mediante un dispositivo se captura, en un determinado punto de la sección del flujo, una muestra de agua que se retira para su análisis en laboratorio.
Y el segundo, que podría denominarse integrador. El procedimiento consiste en aspirar mediante una pequeña bomba una cierta cantidad de agua, conteniendo el material sólido transportado en suspensión, durante un tiempo determinado {\displaystyle \Delta _{t}}. Midiendo en el laboratorio el material sólido capturado {\displaystyle V_{s}} (en gramos) y el volumen de agua bombeado {\displaystyle V_{a}} (en litros), se determina el transporte sólido {\displaystyle Q_{s}} expresado en g/litro, como:
{\displaystyle Q_{s}={\frac {V_{s}}{V_{a}}}}

### Determinación del transporte sólido por arrastre de fondo
El material que encontramos en el fondo del lecho de un curso de agua, básicamente puede tener dos orígenes: puede estar formado por el material grueso que la corriente no ha conseguido desplazar, o puede estar formado por materiales arrastrados durante algunos eventos de avenidas.
El estudio del transporte de fondo es más complejo que el estudio del material transportado en suspensión.
El transporte sólido de fondo, en cursos de agua con lecho de grava, ha sido descrito por algunos investigadores,  como un fenómeno que puede descomponerse en diferentes fases, en particular con dos condiciones de movimiento de los sedimentos. Superado el estado crítico del inicio del movimiento, en una primera fase, el transporte de sedimentos se manifiesta con una intensidad moderada junto a un determinado umbral del caudal líquido, mientras que, en la segunda fase, la intensidad de arrastre de fondo se incrementa. El umbral del caudal líquido que define el límite entre las dos fases del transporte sólido correspondería al caudal de cauce lleno, aun cuando se asocia el inicio de la segunda fase con la ruptura del acorazamiento del lecho y se lo relaciona con un caudal igual al 80 % del correspondiente al cauce lleno. La intensidad de transporte, mucho mayor en la segunda fase, se presenta sólo durante intervalos de tiempos breves, sobre todo en pequeños cursos de agua de lecho de grava y alta pendiente, por lo que la mayor parte de la producción anual de los sedimentos se produciría durante la primera fase.
Para la obtención de muestras del transporte sólido de fondo se pueden utilizar varios tipos de muestreadores, entre los que se puede recordar el tipo BTMA (Bed Transport Meter Arnhem), el muestreador Helley Smith, USBL-84, el muestreador Delft Nile (DNS) y el muestreador de arrastre KAOLYI, entre otros.
En cursos de agua pequeños y medianos, pueden construirse trampas para sedimentos, semejantes a las mostradas en la figura. Este procedimiento es el más adecuado siempre que posible, llegando a niveles de precisión muy próximos al 100 %. Sin embargo es difícilmente aplicado en cursos de agua de grandes dimensiones.